# Bara vänner
Den här artikeln handlar om gruppen Bara Vänner. För vänner i allmänhet, se vän.
Bara vänner är en popgrupp från Stockholm, Södermalm i Stockholms län. Gruppen bildades 2008 och består av artisten och kompositören Wille Crafoord och sångerskan och cellisten Marika Willstedt.
Utöver uppmärksammade livekonserter och musikaluppsättningen Skyll på Sylvain, med tidigare outgivet Jules Sylvain-material, har gruppen även haft radiohits som Mmm... att vilja ha, Kolla morsan och En annan du. Willstedt  figurerar även som lagledare sedan 2011 i TV-programmet Så ska det låta.

## Bandmedlemmar
- Wille Crafoord (sång)
- Marika Willstedt (sång, klaviaturer och cello)

## Diskografi
- Mmm... att vilja ha (2009)
- Kolla morsan (2010)
- Har du nån att älska (så spring dit) (2010)
- Mormors sista ord (2011)
- Som vi brukar (2012)
- Wille Crafoord & Marika Willstedt är Bara Vänner (2012)